# ELT
Об аварийном радиобуе (ELT) – см. Аварийный радиобуй
Экстремально большой телескоп (ЭБТ, англ. Extremely Large Telescope, ELT) — класс наземных телескопов с главным зеркалом диаметром более 20 м, предназначенных для наблюдений в ультрафиолетовом, видимом и ближнем инфракрасном диапазонах длин волн. Телескопы для других длин волн могут быть значительно крупнее — например, радиотелескоп РТ‑70 имеет диаметр 70 м.
В настоящее время не построен ни один ЭБТ. Самым крупным оптическим телескопом (по состоянию на начало 2025 года) является Большой Канарский телескоп.
Важной особенностью будущих ЭБТ является использование 
 сегментированных зеркал, активной и адаптивной оптики.
Несмотря на то, что ЭБТ имеют достаточно внушительные размеры, их диаметр (а значит и разрешающая способность) меньше, чем эффективный диаметр крупнейших оптических интерферометров (см. например VLT). Однако площадь собирающей свет поверхности превосходит таковую для интерферометров, что и является основным преимуществом ЭБТ.

## Некоторые проекты ЭБТ
Фактически к классу ЭБТ принадлежат первые три в таблице. На жёлтом фоне другие крупные телескопы для сравнения.
| Название                             | Изображение | Диаметр (м) | Эквив. диам. зеркала | Площадь (м²) | Гл. зеркало                                | Комментарий |
| ------------------------------------ | ----------- | ----------- | -------------------- | ------------ | ------------------------------------------ | --- |
| Чрезвычайно большой телескоп (ELT)   |             | 39          | 39                   | 978 м²       | 798 × 1,45 м шестиугольных сегментов (f/1) | Крупнейший с финансированием, начато строительство купола на площадке в пустыне Атакама (Чили) и 24 сегмента главного зеркала готовы к полировке |
| Тридцатиметровый телескоп (TMT)      |             | 30          | 30                   | 655 м²       | 492 × 1,45 шестиугольных сегментов (f/1)   | Выбрано расположение на вулкане Мауна-Кеа (Гавайи), заготовлено 574 сегмента главного зеркала, из которых 19 отполировано.                       |
| Гигантский Магелланов телескоп (GMT) |             | 24,5        | 21,4                 | 368 м²       | 7 × 8,4 м зеркал                           | Выполнены экскаваторные работы на площадке в пустыне Атакама (Чили), отлито 6 из 7 зеркал                                                        |
| Большой бинокулярный телескоп (LBT)  |             | 22,8        | 11,7                 | 111 м²       | 2 × 8,4 м M1 зеркал; 1 монтировка (2 × M1) | Крупнейший бинокуляр; Крупнейшие не сегментированные зеркала; Полностью в строю с 2008                                                           |
| Большой Канарский телескоп (GTC)     |             | 10,4        | 10,4                 | 74 м²        | 36 × 1,9 м шестиугольных сегментов для M1  | Крупнейшее зеркало; Полностью в строю с 2009 |

Примечания к таблице:
1. ↑  Эквивалентный диаметр LBT при апертурном синтезе.

## Проекты

Сравнение размеров основных зеркал некоторых (в том числе крупнейших) телескопов; для сравнения показаны также некоторые другие объекты

Существовало несколько телескопов на различных стадиях проектирования или постройки в конце 1990-х — начале 2000. Только некоторые из них были завершены.
Строящиеся проекты с финансированием:
- GMT: Гигантский Магелланов телескоп
- ELT: Чрезвычайно большой телескоп (англ. Extremely Large Telescope, ELT)
- TMT: Тридцатиметровый телескоп

Только в проекте (некоторые проекты заброшены или слились с другими):
- Giant Segmented Mirror Telescopes (GSMT)[11]: Гигантский телескоп с сегментированным зеркалом, проект влился в Тридцатиметровый телескоп (TMT)
- OWL (Overwhelmingly Large Telescope): Ошеломляюще большой телескоп, проект 60/100-метрового телескопа, отменён.
- VLOT: Очень большой оптический телескоп
- EURO50: Европейский 50-метровый телескоп
- JELT: Японский проект ELT
- CELT: Калифорнийский Экстремально большой телескоп